# Apremont-sur-Allier

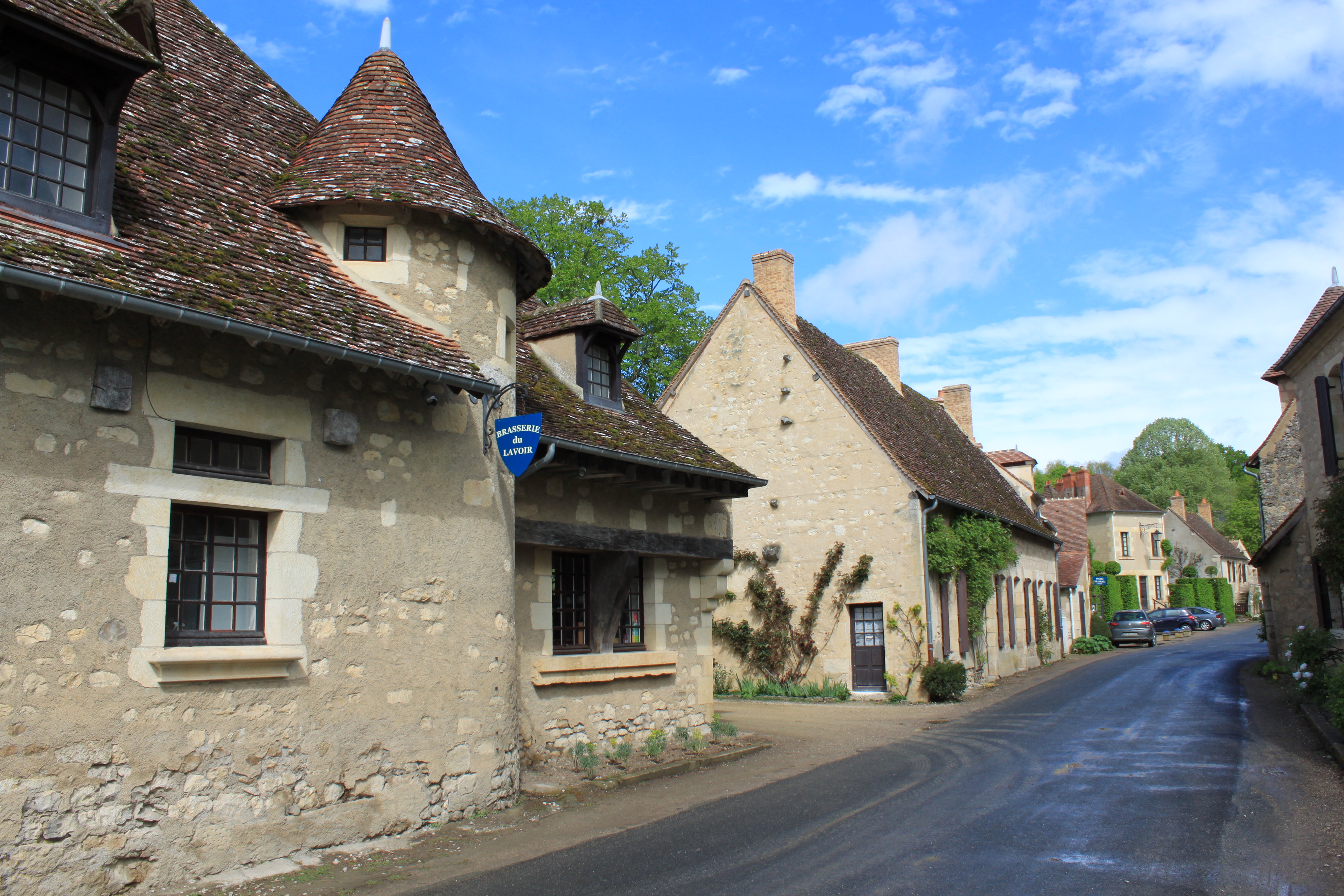

Apremont-sur-Allier es una comuna francesa situada en el departamento de Cher, en la región de Centro-Valle del Loira.
Integra la lista de la asociación Les Plus Beaux Villages de France (en español, Los pueblos más hermosos de Francia).
Dominado por su castillo rodeado por un parque floral inspirado en el jardín inglés de Vita Sackville-West, en Sissinghurst, el pueblo fue completamente restaurado en el siglo pasado.

## Historia
La localidad vivió en la Edad Media de la explotación de su bosque de robles y de sus canteras. Hubo hasta seis canteras operativas a cielo abierto activas hasta principios del siglo XX, de las que se extraía caliza dorada y blanda, propicia para la escultura.
Transportados por el Allier y el Loira, estos bloques de piedra sirvieron para la construcción de la catedral de Orleans, la abadía de St Benoît sur Loire y los castillos de Blois y Chambord.

## Demografía
| 201 | 180 | 144 | 106 | 83 | 87 | 69 |
| Para los censos de 1962 a 1999 la población legal corresponde a la población sin duplicidades (Fuente: INSEE [Consultar]) |     |     |     |    |    |    |